# 94.7 Cycle Challenge femenina
El 94.7 Cycle Challenge femenino (oficialmente: Telkom 947 Cycle Challenge) es una carrera ciclista femenina de un día que se disputa anualmente en la ciudad de Johannesburgo y sus alrededores en Sudáfrica recorriendo una distancia de 94,7 km.
La carrera fue creada en el año 2000 como carrera aficionada y desde 2015 hace parte del calendario internacional femenino de la UCI como competencia de categoría 1.1 y cuenta con una versión masculina amateur del mismo nombre que se realiza desde 1997.

## Palmarés
| - 2000 Mari Rogers - 2001 Mari Rogers - 2002 Wanda Ariano - 2003 Samantha Bounds - 2004 Anke Erlank - 2005 Lisa Vermaak - 2006 Yolandi du Toit - 2007 Anriëtte Schoeman | - 2008 Anriëtte Schoeman - 2009 Joanna Van De Winkel - 2010 Cherise Taylor - 2011 Ashleigh Moolman-Pasio - 2012 Sharon Laws - 2013 Ashleigh Moolman-Pasio - 2014 Marianne Vos |

| Año  | Ganador                | Segundo           | Tercero          |
| ---- | ---------------------- | ----------------- | ---------------- |
| 2015 | Ashleigh Moolman-Pasio | Sabrina Stultiens | Floortje Mackaij |
| 2016 | Charlotte Becker       | Mavi García       | Lise Olivier     |
| 2017 | Ashleigh Moolman-Pasio | Vita Heine        | Christa Riffel   |

## Palmarés por países
| País         | Victorias |
| Sudáfrica    | 15        |
| Reino Unido  | 1         |
| Países Bajos | 1         |
| Alemania     | 1         |